# スパンデックス
スパンデックス（英語: Spandex）はポリウレタン弾性繊維の一般名称である。Expand（伸びる）が語源で、伸縮性に極めて優れ、混紡率が低くても特性を失わないため、様々な繊維との組合せで使用される。ヨーロッパでは主にイラステイン（elastane）と呼ばれ、日本でエラステイン、エラスタインと呼ばれることもある。商品の取り扱い表示には、日本では主に「ポリウレタン」と表記される。

## 概要
デュポン社が1959年に開発、「ライクラ」の商標名で発売した。スポーツウエアやスラックスなどのアウターへと用途を広げ、自動車シートやメディカル分野まで幅広く使用されている。
ライクラは、デュポンからコーク・インダストリーズ傘下のインビスタ社のものとなり、2018年に中国の山東如意グループ傘下となった。

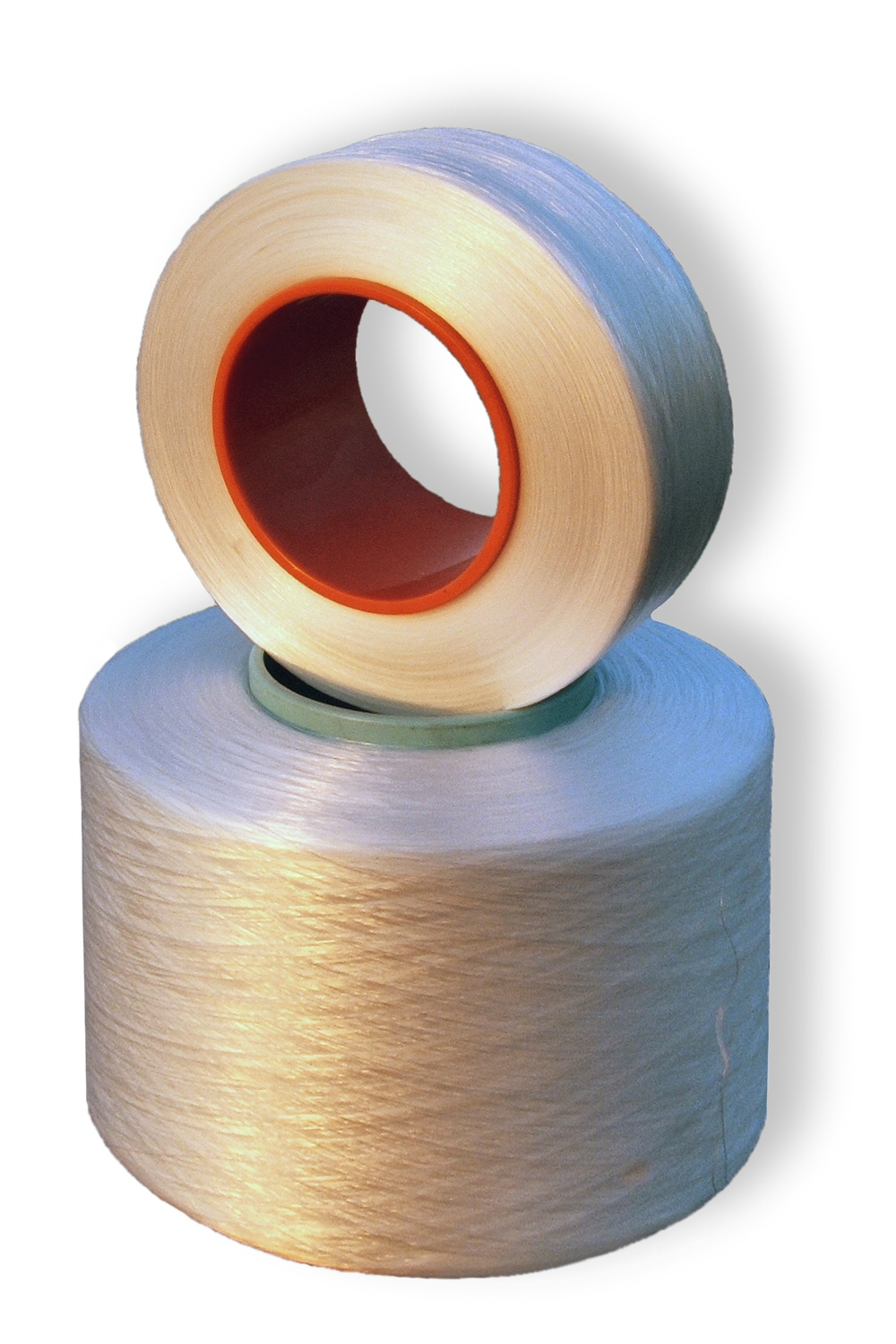
スパンデックス原糸。
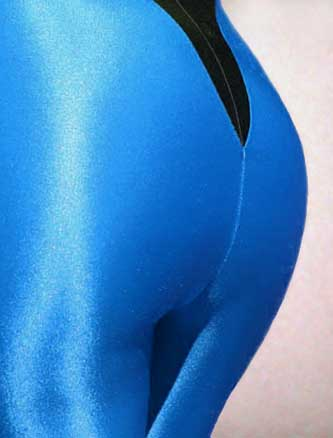
スパンデックス繊維を用いた水着。